# Flughafen Nuuk

i7
i11
i13
Der Flughafen Nuuk (IATA-Code: GOH, ICAO-Code: BGGH) ist ein Flughafen in Nuuk im westlichen Grönland.

## Lage
Der Flughafen liegt etwa 3,5 km nordöstlich des Stadtzentrums von Nuuk und ist über die 2,0 km lange Straße Illerngit 2001 aus dem Stadtteil Qinngorput sowie über die 3,0 km lange Straße Aqisseqarajooq/Siaqqinneq aus dem Rest der Stadt zu erreichen. Er liegt auf einer Höhe von 277 Fuß.

## Geschichte

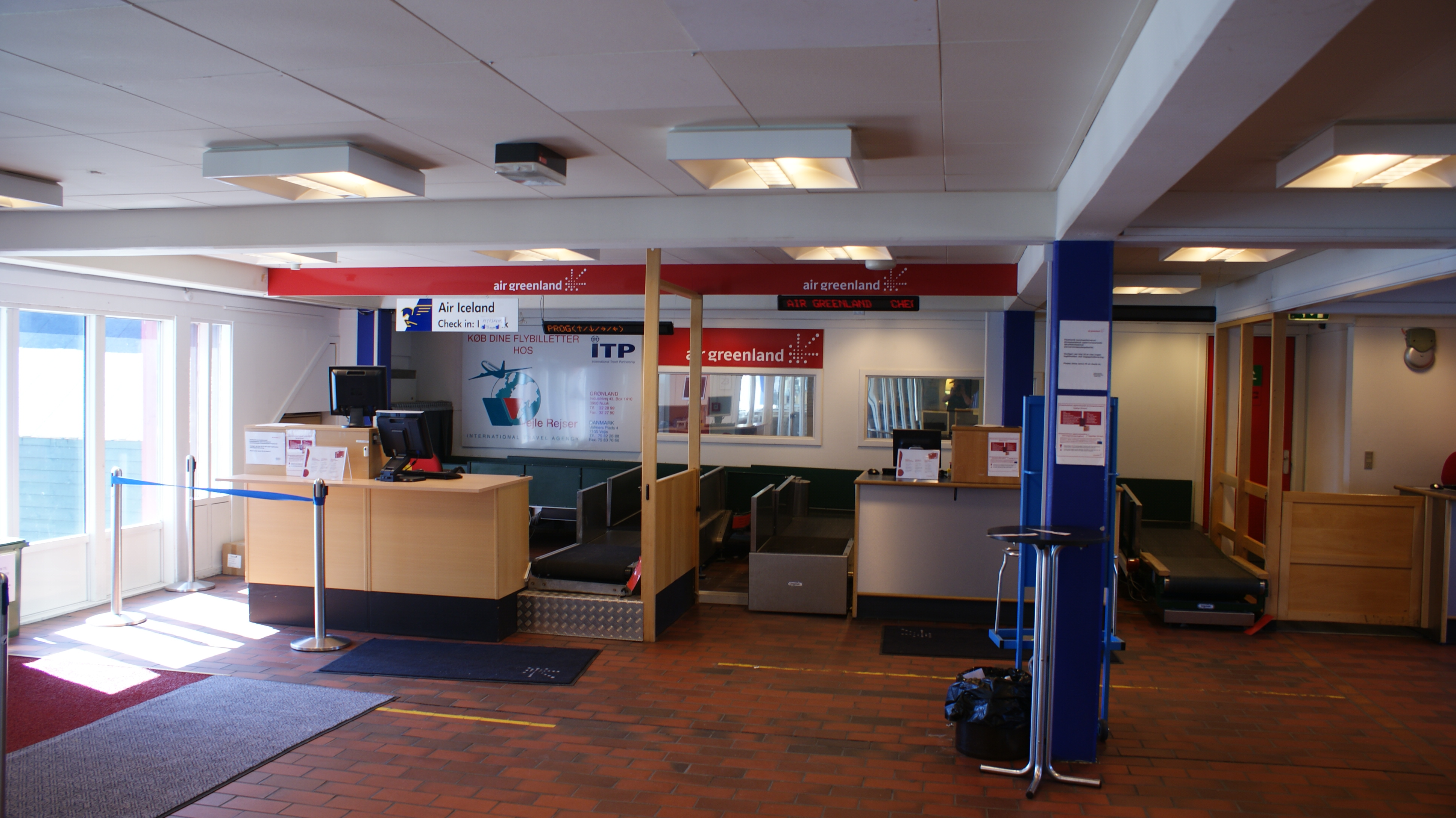
Im alten Terminal (2010)

Der Plan, einen Stadtflughafen in Grönland zu errichten, stammte aus dem Jahr 1975. Bis dahin waren alle grönländischen Flughäfen alte Militärbasen außerhalb der Bevölkerungszentren. Vier Jahre später konnte der neue Flughafen in Nuuk am 29. September 1979 eingeweiht werden. Die Bauzeit hatte den Plänen entsprochen und die Baukosten waren sogar etwas niedriger als ursprünglich errechnet. Schon damals wurde ein zukünftiger Ausbau der Landebahn auf 1300 oder sogar 2200 m erwogen.
2005 wurde von der Regierung erstmals konkret vorgeschlagen, die Landebahn auf 1800 m zu verlängern, wobei als Fertigstellungsjahr 2009 genannt wurde. Die grönländische Transportkommission empfahl 2011 den Ausbau der Landebahn auf 2200 m und die damit einhergehende Schließung des internationalen Flughafen Kangerlussuaq. 2015 beschloss das Parlament den Ausbau des Flughafens, woraufhin die Regierung das Staatsunternehmen Kalaallit Airports gründete, das den Flughafen in Nuuk sowie die Flughäfen Ilulissat und Qaqortoq errichten lassen sollte. Aus Angst davor, dass die grönländische Regierung den Bauauftrag an eine chinesische Firma geben könnte, beschloss der dänische Regierungschef Lars Løkke Rasmussen im Herbst 2018, dass Dänemark für den Bau der Flughäfen mitbezahlen und somit Miteigentümer der Flughäfen werden sollte. Daraufhin verließ die Partii Naleraq die Regierung und das Kabinett Kielsen III zerbrach.
Im Oktober 2019 begannen die Bauarbeiten zum Ausbau der Landebahn auf 2200 m, womit Nuuk einen internationalen Flughafen erhält. Die längere Landebahn erlaubt es Flugzeugen mit größerer Reichweite in Nuuk zu landen. Der A330 der Air Greenland, welcher bisher Nuuk nicht anfliegen konnte, wird dies dank der längeren Landebahn künftig können. Zusätzlich zu den Passagieren wird der A330 auch Luftfracht (als Belly Cargo) nach Nuuk transportieren. Zu den verworfenen Alternativprojekten gehörte die Errichtung eines neuen Flughafens auf der Insel Angisunnguaq etwa 13 km südlich von Nuuk, der durch Brücken sowie Tunnel unter dem Meer erreichbar gemacht werden sollte. Die Bauarbeiten sollten eigentlich 2023 abgeschlossen werden, aber 2021 wurde bekanntgegeben, dass mit einer Eröffnung nicht vor 2024 gerechnet werden kann. Zusammen mit dem Flughafen Ilulissat, der ebenfalls zu einem internationalen Flughafen ausgebaut wird, wurde auch das errechnete Budget deutlich überschritten.

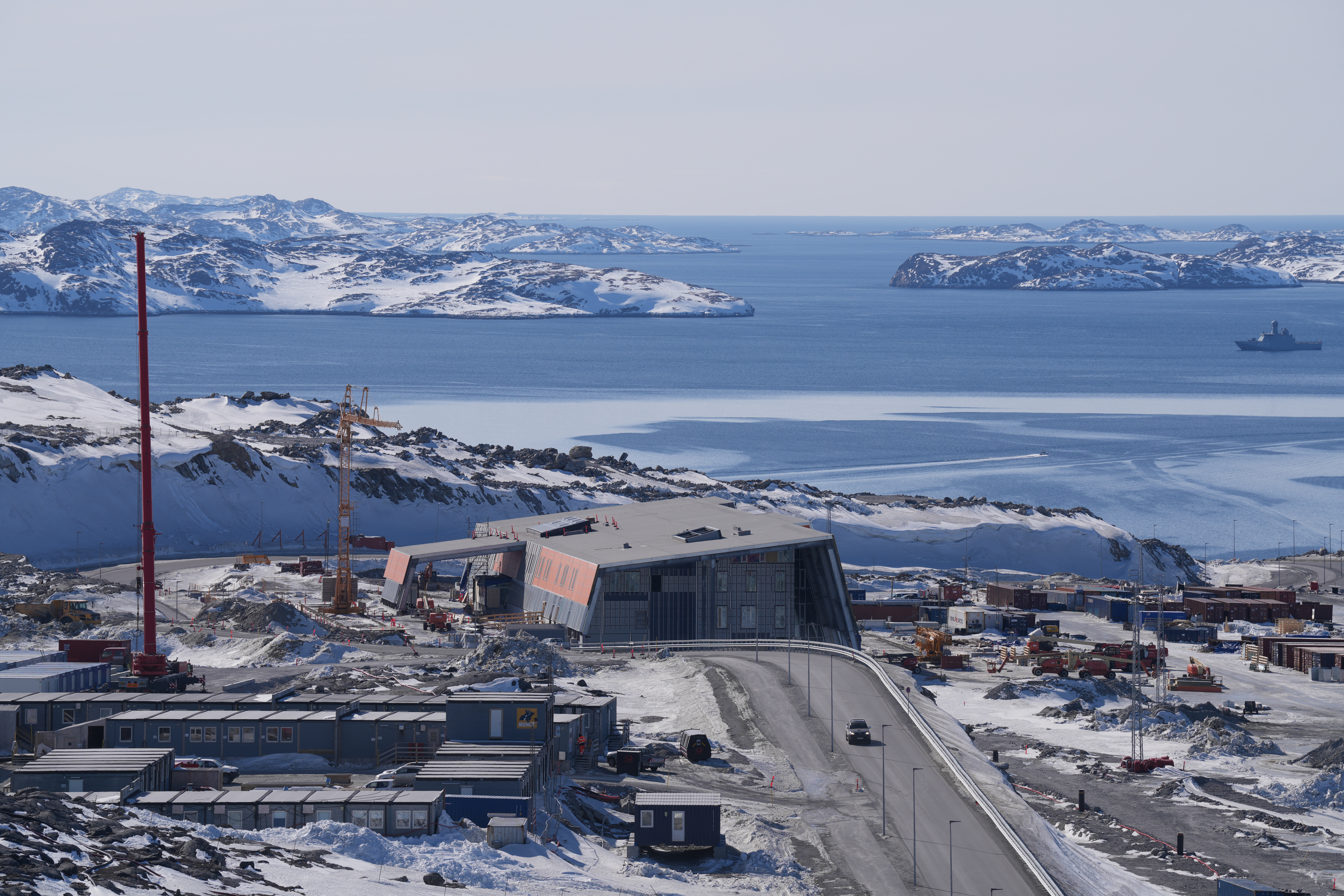
Das neue Terminalgebäude während der Bauarbeiten (2023).

Am 3. November 2022 wurde der südliche Teil der neuen Landebahn eingeweiht. Anschließend wurde die leicht versetzt nördlich gelegene alte Landebahn abgerissen, um Platz für die zweite Hälfte der neuen Landebahn zu schaffen. Am 24. Juni 2024 wurde das neue internationale Terminal feierlich eröffnet. Am 14. August beschloss die dänische Verkehrsbehörde, dass das neue Terminal den Sicherheitsbedingungen nicht genüge und verbot sämtliche internationalen Verbindungen, womit alle Flüge nach Island und der gerade wiedereröffneten Verbindung nach Iqaluit abgesagt werden mussten. Erst am 14. Oktober wurde das Verbot aufgehoben.
Am 28. November 2024 ersetzte Nuuk mit einem Flug aus Kopenhagen erstmals den internationalen Flughafen in Kangerlussuaq, womit der internationale Flughafen feierlich eröffnet wurde.

## Ausstattung

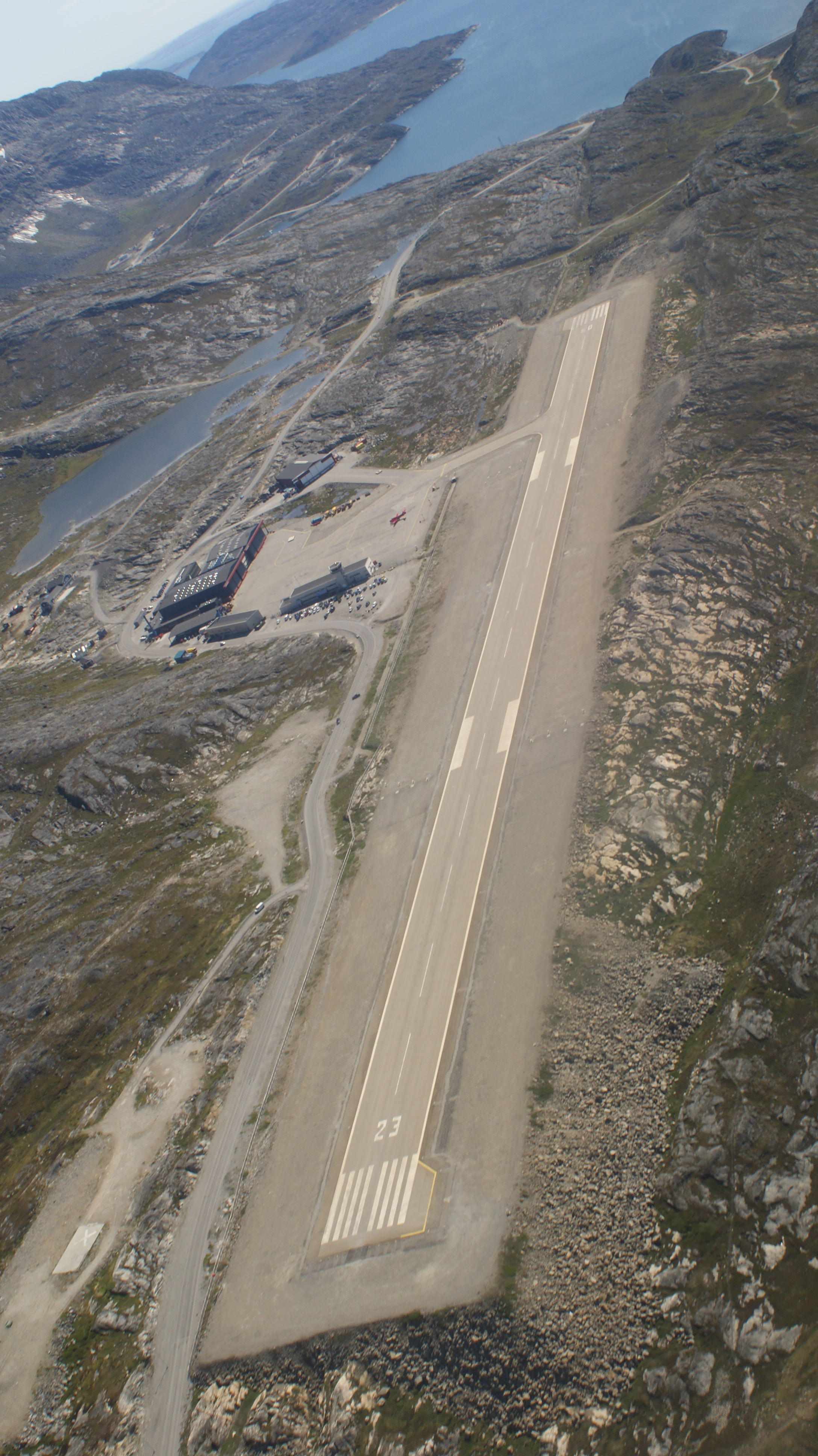
Die alte Landebahn (2010)

Der Flughafen verfügt über eine asphaltierte Landebahn (04/22) mit einer Länge von 2200 m und einer Breite von 45 m. Es gibt eine Flächenenteisungsanlage. In Betriebsrichtung 22 ist ein Nicht-Präzisionsanflug mittels Landekurssender verfügbar, Sichtflug ist aber ebenfalls gestattet.

## Fluggesellschaften und Ziele
Bis zur Eröffnung des internationalen Flughafens bot Air Greenland Flüge zu zahlreichen grönländischen Städten an. Angeflogen wurden die Flughäfen Kangerlussuaq, Ilulissat, Sisimiut, Maniitsoq, Paamiut, Narsarsuaq und Kulusuk. Dazu bot Air Greenland eine Verbindung zum Flughafen Keflavík an. Von Icelandair wurde zudem eine Verbindung zum Flughafen Reykjavík angeboten.
Mit der Eröffnung des internationalen Flughafens wurde Nuuk zum neuen Drehkreuz in Grönland. Es werden weiterhin dieselben Flughäfen in Grönland angeflogen. Dazu kommen ganzjährliche Verbindungen zu den Flughäfen in Kopenhagen und Keflavík und saisonale Verbindungen zu den Flughäfen Iqaluit, Aalborg und Billund. Zudem sollen ab Sommer 2025 eine Route nach Newark (bei New York City) von United Airlines und eine weitere Verbindung nach Kopenhagen von SAS Scandinavian Airlines eröffnet werden.

## Zwischenfälle
- Am 12. Mai 1962 verunglückte eine im Namen der Greenlandair betriebene Canadian Vickers PBV-1A Canso (PBY-5A) der Eastern Provincial Airways (CF-IHA), mit der ein Inlandslinienflug vom Kangerlussuaq nach Nuuk durchgeführt werden sollte, bei der Wasserlandung in einem Fjord. Die Maschine lief nach der Landung vom Bug aus mit Wasser voll, nachdem die Bugfahrwerksklappen bei der Landung ausgerissen wurden und der Fahrwerksschacht verformt wurde. Da die Notausgänge durch Gepäckstücke verstellt waren, ertranken von den 21 Personen an Bord 15 Passagiere.[16][17] → Hauptartikel: Flugunfall der Greenlandair bei Nuuk 1962